# Seznam dílů seriálu Kriminálka Las Vegas
Toto je seznam dílů seriálu Kriminálka Las Vegas. Americký televizní seriál Kriminálka Las Vegas (v originále CSI: Crime Scene Investigation) byl vysílán na stanici CBS v letech 2000–2015 a dočkal se 337 dílů v 16 řadách. V Česku byl premiérově vysílán na TV Nova v letech 2005–2016.

## Přehled řad
| Řada | Díly | Premiéra v USA | Premiéra v USA  | Premiéra v ČR      | Premiéra v ČR     |
| Řada | Díly | První díl      | Poslední díl    | První díl          | Poslední díl      |
| ---- | ---- | -------------- | --------------- | ------------------ | ----------------- |
| 1    | 23   | 6. října 2000  | 17. května 2001 | 7. července 2005   | 6. listopadu 2005 |
| 2    | 23   | 27. září 2001  | 16. května 2002 | 13. listopadu 2005 | 1. března 2006    |
| 3    | 23   | 26. září 2002  | 15. května 2003 | 2. března 2006     | 18. května 2006   |
| 4    | 23   | 25. září 2003  | 20. května 2004 | 7. září 2006       | 22. února 2007    |
| 5    | 25   | 23. září 2004  | 19. května 2005 | 1. března 2007     | 16. srpna 2007    |
| 6    | 24   | 22. září 2005  | 18. května 2006 | 23. srpna 2007     | 7. února 2008     |
| 7    | 24   | 21. září 2006  | 17. května 2007 | 28. srpna 2008     | 19. února 2009    |
| 8    | 17   | 27. září 2007  | 15. května 2008 | 27. srpna 2009     | 17. prosince 2009 |
| 9    | 24   | 9. října 2008  | 14. května 2009 | 7. ledna 2010      | 17. června 2010   |
| 10   | 23   | 24. září 2009  | 20. května 2010 | 18. listopadu 2010 | 16. června 2011   |
| 11   | 22   | 23. září 2010  | 12. května 2011 | 31. ledna 2012     | 28. srpna 2012    |
| 12   | 22   | 21. září 2011  | 9. května 2012  | 7. února 2013      | 4. července 2013  |
| 13   | 22   | 26. září 2012  | 15. května 2013 | 28. listopadu 2013 | 21. dubna 2014    |
| 14   | 22   | 25. září 2013  | 7. května 2014  | 29. září 2014      | 9. března 2015    |
| 15   | 18   | 28. září 2014  | 15. února 2015  | 26. srpna 2015     | 6. dubna 2016     |
| 16   | 2    | 27. září 2015  | 27. září 2015   | 13. dubna 2016     | 20. dubna 2016    |

## Seznam dílů

### První řada (2000–2001)
| Č. v seriálu | Č. v řadě | Název                | Český název                 | Režie            | Scénář                                                                             | Premiéra v USA     | Premiéra v ČR     | Sledovanost v USA (v mil.) |
| ------------ | --------- | -------------------- | --------------------------- | ---------------- | ---------------------------------------------------------------------------------- | ------------------ | ----------------- | -------------------------- |
| 1            | 1         | Pilot                | Důkazy nelžou               | Danny Cannon     | Anthony E. Zuiker                                                                  | 6. října 2000      | 7. července 2005  | 17,30                      |
| 2            | 2         | Cool Change          | Nečekaná změna              | Michael Watkins  | Anthony E. Zuiker                                                                  | 13. října 2000     | 14. července 2005 | 15,80                      |
| 3            | 3         | Crate 'n Burial      | Únosce a nalezená           | Danny Cannon     | Ann Donahue                                                                        | 20. října 2000     | 21. července 2005 | 14,20                      |
| 4            | 4         | Pledging Mr. Johnson | Autogram pro pana Johnsona  | Richard J. Lewis | Josh Berman a Anthony E. Zuiker                                                    | 27. října 2000     | 28. července 2005 | 14,90                      |
| 5            | 5         | Friends & Lovers     | Přátelé a milenky           | Lou Antonio      | Andrew Lipsitz                                                                     | 3. listopadu 2000  | 2. srpna 2005     | 15,16                      |
| 6            | 6         | Who Are You?         | Kdo jsi?                    | Danny Cannon     | Carol Mendelsohn a Josh Berman                                                     | 10. listopadu 2000 | 4. srpna 2005     | 15,00                      |
| 7            | 7         | Blood Drops          | Pokrevní pouta              | Kenneth Fink     | námět: Tish McCarthy scénář: Ann Donahue                                           | 17. listopadu 2000 | 9. srpna 2005     | 15,74                      |
| 8            | 8         | Anonymous            | Neznámý                     | Danny Cannon     | Eli Talbert a Anthony E. Zuiker                                                    | 24. listopadu 2000 | 11. srpna 2005    | 13,20                      |
| 9            | 9         | Unfriendly Skies     | Nelítostně                  | Michael Shapiro  | námět: Andrew Lipsitz scénář: Andrew Lipsitz, Carol Mendelsohn a Anthony E. Zuiker | 8. prosince 2000   | 16. srpna 2005    | 15,65                      |
| 10           | 10        | Sex, Lies and Larvae | Sex, lži a larvy            | Thomas J. Wright | Josh Berman a Ann Donahue                                                          | 22. prosince 2000  | 18. srpna 2005    | 14,88                      |
| 11           | 11        | The I-15 Murders     | Vraždy na ulici I-15        | Oz Scott         | Carol Mendelsohn                                                                   | 12. ledna 2001     | 23. srpna 2005    | 17,49                      |
| 12           | 12        | Fahrenheit 932       | 500 °C                      | Danny Cannon     | Jacqueline Zambrano                                                                | 1. února 2001      | 25. srpna 2005    | 21,26                      |
| 13           | 13        | Boom                 | Výbuch                      | Kenneth Fink     | Josh Berman, Ann Donahue a Carol Mendelsohn                                        | 8. února 2001      | 30. srpna 2005    | 21,45                      |
| 14           | 14        | To Halve and to Hold | Kde končí zákon             | Lou Antonio      | Andrew Lipsitz a Ann Donahue                                                       | 15. února 2001     | 1. září 2005      | 21,95                      |
| 15           | 15        | Table Stakes         | Vysoké sázky                | Danny Cannon     | námět: Elizabeth Devine scénář: Anthony E. Zuiker a Carol Mendelsohn               | 22. února 2001     | 6. září 2005      | 20,88                      |
| 16           | 16        | Too Tough to Die     | Příliš tuhý kořínek         | Richard J. Lewis | Elizabeth Devine                                                                   | 1. března 2001     | 13. září 2005     | 23,72                      |
| 17           | 17        | Face Lift            | Matčiny oči                 | Lou Antonio      | Josh Berman                                                                        | 8. března 2001     | 25. září 2005     | 23,00                      |
| 18           | 18        | $35K O.B.O.          | Vítěz bere vše              | Roy H. Wagner    | Eli Talbert                                                                        | 29. března 2001    | 2. října 2005     | 21,57                      |
| 19           | 19        | Gentle, Gentle       | Jemně, jemně                | Danny Cannon     | Ann Donahue                                                                        | 12. dubna 2001     | 9. října 2005     | 23,24                      |
| 20           | 20        | Sounds of Silence    | Slyšet ticho                | Peter Markle     | Josh Berman a Andrew Lipsitz                                                       | 19. dubna 2001     | 16. října 2005    | 23,50                      |
| 21           | 21        | Justice Is Served    | Učinit spravedlnosti zadost | Thomas J. Wright | Jerry Stahl                                                                        | 26. dubna 2001     | 23. října 2005    | 22,33                      |
| 22           | 22        | Evaluation Day       | Komplexní hodnocení         | Kenneth Fink     | Anthony E. Zuiker                                                                  | 10. května 2001    | 30. října 2005    | 18,90                      |
| 23           | 23        | Strip Strangler      | Škrtič                      | Danny Cannon     | Ann Donahue                                                                        | 17. května 2001    | 6. listopadu 2005 | 18,98                      |

### Druhá řada (2001–2002)
| Č. v seriálu | Č. v řadě | Název                    | Český název           | Režie            | Scénář                                                    | Premiéra v USA     | Premiéra v ČR      | Sledovanost v USA (v mil.) |
| ------------ | --------- | ------------------------ | --------------------- | ---------------- | --------------------------------------------------------- | ------------------ | ------------------ | -------------------------- |
| 24           | 1         | Burked                   | Bolehlav              | Danny Cannon     | Carol Mendelsohn a Anthony E. Zuiker                      | 27. září 2001      | 13. listopadu 2005 | 22,30                      |
| 25           | 2         | Chaos Theory             | Teorie chaosu         | Kenneth Fink     | námět: Eli Talbert scénář: Eli Talbert a Josh Berman      | 4. října 2001      | 20. listopadu 2005 | 19,70                      |
| 26           | 3         | Overload                 | Šok                   | Richard J. Lewis | Josh Berman                                               | 11. října 2001     | 27. listopadu 2005 | 22,70                      |
| 27           | 4         | Bully for You            | Nos                   | Thomas J. Wright | Ann Donahue                                               | 18. října 2001     | 4. prosince 2005   | 23,00                      |
| 28           | 5         | Scuba Doobie-Doo         | Samá voda, přihořívá  | Jefrey Levy      | Andrew Lipsitz a Elizabeth Devine                         | 25. října 2001     | 11. prosince 2005  | 24,70                      |
| 29           | 6         | Alter Boys               | Krev nevinných        | Danny Cannon     | Ann Donahue                                               | 1. listopadu 2001  | 18. prosince 2005  | 23,20                      |
| 30           | 7         | Caged                    | V kleci               | Richard J. Lewis | Elizabeth Devine a Carol Mendelsohn                       | 8. listopadu 2001  | 4. ledna 2006      | 25,10                      |
| 31           | 8         | Slaves of Las Vegas      | Otroci z Las Vegas    | Peter Markle     | Jerry Stahl                                               | 15. listopadu 2001 | 5. ledna 2006      | 25,10                      |
| 32           | 9         | And Then There Were None | Společná práce        | John Patterson   | námět: Josh Berman scénář: Eli Talbert a Carol Mendelsohn | 22. listopadu 2001 | 11. ledna 2006     | 22,80                      |
| 33           | 10        | Ellie                    | Ellie                 | Charlie Correll  | Anthony E. Zuiker                                         | 6. prosince 2001   | 12. ledna 2006     | 24,00                      |
| 34           | 11        | Organ Grinder            | Co přináší trpělivost | Allison Liddi    | Ann Donahue a Elizabeth Devine                            | 13. prosince 2001  | 18. ledna 2006     | 17,50                      |
| 35           | 12        | You've Got Male          | Chlap jako já         | Charlie Correll  | Marc Dube a Corey Miller                                  | 20. prosince 2001  | 19. ledna 2006     | 23,70                      |
| 36           | 13        | Identity Crisis          | Krize identity        | Kenneth Fink     | Anthony E. Zuiker a Ann Donahue                           | 17. ledna 2002     | 25. ledna 2006     | 24,10                      |
| 37           | 14        | The Finger               | Prst                  | Richard J. Lewis | Danny Cannon a Carol Mendelsohn                           | 31. ledna 2002     | 26. ledna 2006     | 23,50                      |
| 38           | 15        | Burden of Proof          | Důkazní břemeno       | Kenneth Fink     | Ann Donahue                                               | 7. února 2002      | 1. února 2006      | 24,64                      |
| 39           | 16        | Primum Non Nocere        | Zakázané uvolňování   | Danny Cannon     | Andrew Lipsitz                                            | 28. února 2002     | 2. února 2006      | 28,74                      |
| 40           | 17        | Felonious Monk           | Třetí oko             | Kenneth Fink     | Jerry Stahl                                               | 7. března 2002     | 8. února 2006      | 26,73                      |
| 41           | 18        | Chasing the Bus          | Zkouška tvrdosti      | Richard J. Lewis | Eli Talbert                                               | 28. března 2002    | 9. února 2006      | 25,24                      |
| 42           | 19        | Stalker                  | Sledovaný             | Peter Markle     | Anthony E. Zuiker a Danny Cannon                          | 4. dubna 2002      | 15. února 2006     | 26,78                      |
| 43           | 20        | Cats in the Cradle       | Kočičinec             | Richard J. Lewis | Kris Dobkin                                               | 25. dubna 2002     | 16. února 2006     | 23,50                      |
| 44           | 21        | Anatomy of a Lye         | Nehoda není náhoda    | Kenneth Fink     | Josh Berman a Andrew Lipsitz                              | 2. května 2002     | 22. února 2006     | 26,17                      |
| 45           | 22        | Cross Jurisdictions      | Konflikt pravomocí    | Danny Cannon     | Anthony E. Zuiker, Ann Donahue a Carol Mendelsohn         | 9. května 2002     | 23. února 2006     | 27,12                      |
| 46           | 23        | The Hunger Artist        | Otrok hladu           | Richard J. Lewis | Jerry Stahl                                               | 16. května 2002    | 1. března 2006     | 27,00                      |

### Třetí řada (2002–2003)
| Č. v seriálu | Č. v řadě | Název                              | Český název                  | Režie                              | Scénář | Premiéra v USA     | Premiéra v ČR   | Sledovanost v USA (v mil.) |
| ------------ | --------- | ---------------------------------- | ---------------------------- | ---------------------------------- | --- | ------------------ | --------------- | -------------------------- |
| 47           | 1         | Revenge Is Best Served Cold        | Poslední kapka               | Danny Cannon                       | Anthony E. Zuiker a Carol Mendelsohn                                                                                                 | 26. září 2002      | 2. března 2006  | 30,47                      |
| 48           | 2         | The Accused Is Entitled            | Nárok obviněných             | Kenneth Fink                       | Ann Donahue a Elizabeth Devine | 3. října 2002      | 7. března 2006  | 28,46                      |
| 49           | 3         | Let the Seller Beware              | Na prodej                    | Richard J. Lewis                   | Andrew Lipsitz a Anthony E. Zuiker                                                                                                   | 10. října 2002     | 9. března 2006  | 29,90                      |
| 50           | 4         | A Little Murder                    | Tváří v tvář                 | Tucker Gates                       | Naren Shankar a Ann Donahue | 17. října 2002     | 14. března 2006 | 30,81                      |
| 51           | 5         | Abra-Cadaver                       | Nic není, jak se zdá         | Danny Cannon                       | Anthony E. Zuiker a Danny Cannon | 31. října 2002     | 16. března 2006 | 28,95                      |
| 52           | 6         | The Execution of Catherine Willows | Poprava Catherine Willowsové | Kenneth Fink                       | Carol Mendelsohn a Elizabeth Devine                                                                                                  | 7. listopadu 2002  | 21. března 2006 | 27,86                      |
| 53           | 7         | Fight Night                        | Tvrdá pěst                   | Richard J. Lewis                   | Andrew Lipsitz a Naren Shankar | 14. listopadu 2002 | 23. března 2006 | 29,94                      |
| 54           | 8         | Snuff                              | Smrt před kamerou            | Kenneth Fink                       | Ann Donahue a Bob Harris | 21. listopadu 2002 | 28. března 2006 | 25,97                      |
| 55           | 9         | Blood Lust                         | Touha po krvi                | Charlie Correll                    | Josh Berman a Carol Mendelsohn | 5. prosince 2002   | 30. března 2006 | 29,74                      |
| 56           | 10        | High and Low                       | Smrt mezi mraky              | Richard J. Lewis                   | Eli Talbert a Naren Shankar | 12. prosince 2002  | 4. dubna 2006   | 25,89                      |
| 57           | 11        | Recipe for Murder                  | Recept na vraždu             | Richard J. Lewis a J. Miller Tobin | Anthony E. Zuiker a Ann Donahue | 9. ledna 2003      | 6. dubna 2006   | 25,48                      |
| 58           | 12        | Got Murder?                        | Ztracená matka               | Kenneth Fink                       | Sarah Goldfinger | 16. ledna 2003     | 11. dubna 2006  | 27,87                      |
| 59           | 13        | Random Acts of Violence            | Zbloudilá střela             | Danny Cannon                       | Danny Cannon a Naren Shankar | 30. ledna 2003     | 13. dubna 2006  | 27,48                      |
| 60           | 14        | One Hit Wonder                     | Vrahem i obětí               | Félix Enríquez Alcalá              | Corey Miller | 6. února 2003      | 18. dubna 2006  | 25,60                      |
| 61           | 15        | Lady Heather's Box                 | Pandořina skříňka            | Richard J. Lewis                   | námět: Anthony E. Zuiker, Ann Donahue, Josh Berman a Bob Harris scénář: Carol Mendelsohn, Andrew Lipsitz, Naren Shankar, Eli Talbert | 13. února 2003     | 20. dubna 2006  | 27,21                      |
| 62           | 16        | Lucky Strike                       | Zlatý důl                    | Kenneth Fink                       | Eli Talbert a Anthony E. Zuiker | 20. února 2003     | 25. dubna 2006  | 27,95                      |
| 63           | 17        | Crash and Burn                     | Čelní náraz                  | Richard J. Lewis                   | Josh Berman | 13. března 2003    | 27. dubna 2006  | 28,60                      |
| 64           | 18        | Precious Metal                     | Numismatik                   | Deran Sarafian                     | Naren Shankar a Andrew Lipsitz | 3. dubna 2003      | 2. května 2006  | 26,37                      |
| 65           | 19        | A Night at the Movies              | Cizinky ve vlaku             | Matt Earl Beesley                  | námět: Carol Mendelsohn scénář: Danny Cannon a Anthony E. Zuiker                                                                     | 10. dubna 2003     | 4. května 2006  | 26,45                      |
| 66           | 20        | Last Laugh                         | Kdo se směje naposled        | Richard J. Lewis                   | námět: Bob Harris a Carol Meldelsohn scénář: Bob Harris a Anthony E. Zuiker                                                          | 24. dubna 2003     | 9. května 2006  | 25,22                      |
| 67           | 21        | Forever                            | Království za koně           | David Grossman                     | Sarah Goldfinger | 1. května 2003     | 11. května 2006 | 22,66                      |
| 68           | 22        | Play with Fire                     | Nesplacený dluh              | Kenneth Fink                       | Naren Shankar a Andrew Lipsitz | 8. května 2003     | 16. května 2006 | 25,10                      |
| 69           | 23        | Inside the Box                     | Stín minulosti               | Danny Cannon                       | Carol Mendelsohn a Anthony E. Zuiker                                                                                                 | 15. května 2003    | 18. května 2006 | 23,87                      |

### Čtvrtá řada (2003–2004)
| Č. v seriálu | Č. v řadě | Název                      | Český název                   | Režie             | Scénář                                                                                               | Premiéra v USA     | Premiéra v ČR      | Sledovanost v USA (v mil.) |
| ------------ | --------- | -------------------------- | ----------------------------- | ----------------- | --- | ------------------ | ------------------ | -------------------------- |
| 70           | 1         | Assume Nothing             | Nic není samozřejmé           | Richard J. Lewis  | Anthony E. Zuiker a Danny Cannon                                                                     | 25. září 2003      | 7. září 2006       | 26,91                      |
| 71           | 2         | All for Our Country        | Vše pro naši zem              | Richard J. Lewis  | námět: Richard Catalani scénář: Andrew Lipsitz a Carol Mendelsohn                                    | 2. října 2003      | 14. září 2006      | 26,66                      |
| 72           | 3         | Homebodies                 | Sami doma                     | Kenneth Fink      | Naren Shankar a Sarah Goldfinger                                                                     | 9. října 2003      | 21. září 2006      | 26,53                      |
| 73           | 4         | Feeling the Heat           | Horko na padnutí              | Kenneth Fink      | Anthony E. Zuiker a Eli Talbert                                                                      | 23. října 2003     | 5. října 2006      | 27,57                      |
| 74           | 5         | Fur and Loathing           | Strach a špína                | Richard J. Lewis  | Jerry Stahl                                                                                          | 30. října 2003     | 12. října 2006     | 27,35                      |
| 75           | 6         | Jackpot                    | Jackpot                       | Danny Cannon      | Naren Shankar a Carol Mendelsohn                                                                     | 6. listopadu 2003  | 19. října 2006     | 29,64                      |
| 76           | 7         | Invisible Evidence         | Neviditelný důkaz             | Danny Cannon      | Josh Berman                                                                                          | 13. listopadu 2003 | 26. října 2006     | 29,27                      |
| 77           | 8         | After the Show             | Poslední představení          | Kenneth Fink      | Andrew Lipsitz a Elizabeth Devine                                                                    | 20. listopadu 2003 | 2. listopadu 2006  | 26,64                      |
| 78           | 9         | Grissom Versus the Volcano | Grissom versus sopka          | Richard J. Lewis  | námět: Josh Berman scénář: Anthony E. Zuiker a Carol Mendelsohn                                      | 11. prosince 2003  | 9. listopadu 2006  | 26,80                      |
| 79           | 10        | Coming of Rage             | Zběsilé dospívání             | Nelson McCormick  | námět: Richard Catalani scénář: Sarah Goldfinger                                                     | 18. prosince 2003  | 16. listopadu 2006 | 24,69                      |
| 80           | 11        | Eleven Angry Jurors        | Jedenáct rozhněvaných porotců | Matt Earl Beesley | Josh Berman a Andrew Lipsitz                                                                         | 8. ledna 2004      | 23. listopadu 2006 | 27,48                      |
| 81           | 12        | Butterflied                | Jako motýl                    | Richard J. Lewis  | David Rambo                                                                                          | 15. ledna 2004     | 30. listopadu 2006 | 28,74                      |
| 82           | 13        | Suckers                    | Falešní hráči                 | Danny Cannon      | Danny Cannon a Josh Berman                                                                           | 5. února 2004      | 7. prosince 2006   | 29,27                      |
| 83           | 14        | Paper or Plastic           | Papírovou či igelitovou       | Kenneth Fink      | Naren Shankar                                                                                        | 12. února 2004     | 14. prosince 2006  | 30,71                      |
| 84           | 15        | Early Rollout              | Ranní budíček                 | Duane Clark       | námět: Elizabeth Devine scénář: Anthony E. Zuiker a Carol Mendelsohn                                 | 19. února 2004     | 21. prosince 2006  | 30,87                      |
| 85           | 16        | Getting Off                | Soukromé vášně                | Kenneth Fink      | Jerry Stahl                                                                                          | 26. února 2004     | 4. ledna 2007      | 28,01                      |
| 86           | 17        | XX                         | Dvojité x                     | Deran Sarafian    | Ethlie Ann Vare                                                                                      | 11. března 2004    | 11. ledna 2007     | 27,40                      |
| 87           | 18        | Bad to the Bone            | Prostoupený zlem              | David Grossman    | Eli Talbert                                                                                          | 1. dubna 2004      | 18. ledna 2007     | 26,47                      |
| 88           | 19        | Bad Words                  | Ošklivá slova                 | Rob Bailey        | Sarah Goldfinger                                                                                     | 15. dubna 2004     | 25. ledna 2007     | 23,79                      |
| 89           | 20        | Dead Ringer                | Běh pro smrt                  | Kenneth Fink      | Elizabeth Devine                                                                                     | 29. dubna 2004     | 1. února 2007      | 26,37                      |
| 90           | 21        | Turn of the Screws         | Povolené šrouby               | Deran Sarafian    | námět: Carol Mendelsohn a Richard Catalani scénář: Josh Berman                                       | 6. května 2004     | 8. února 2007      | 20,39                      |
| 91           | 22        | No More Bets               | Konec sázek                   | Richard J. Lewis  | námět: Andrew Lipsitz a Dustin Lee Abraham scénář: Naren Shankar, Carol Mendelsohn a Judith McCreary | 13. května 2004    | 15. února 2007     | 22,52                      |
| 92           | 23        | Bloodlines                 | Pokrevní linie                | Kenneth Fink      | námět: Eli Talbert a Sarah Goldfinger scénář: Carol Mendelsohn a Naren Shankar                       | 20. května 2004    | 22. února 2007     | 25,40                      |

### Pátá řada (2004–2005)
| Č. v seriálu | Č. v řadě | Název                          | Český název                    | Režie             | Scénář                                                                               | Premiéra v USA     | Premiéra v ČR     | Sledovanost v USA (v mil.) |
| ------------ | --------- | ------------------------------ | ------------------------------ | ----------------- | ------------------------------------------------------------------------------------ | ------------------ | ----------------- | -------------------------- |
| 93           | 1         | Viva Las Vegas                 | Viva Las Vegas                 | Danny Cannon      | Danny Cannon a Carol Mendelsohn                                                      | 23. září 2004      | 1. března 2007    | 30,57                      |
| 94           | 2         | Down the Drain                 | Ztraceno v odpadu              | Kenneth Fink      | Naren Shankar                                                                        | 7. října 2004      | 8. března 2007    | 28,43                      |
| 95           | 3         | Harvest                        | Odběratelé                     | David Grossman    | Judith McCreary                                                                      | 14. října 2004     | 15. března 2007   | 28,89                      |
| 96           | 4         | Crow's Feet                    | Stará vražda                   | Richard J. Lewis  | Josh Berman                                                                          | 21. října 2004     | 22. března 2007   | 26,54                      |
| 97           | 5         | Swap Meet                      | Každá s každým                 | Danny Cannon      | David Rambo, Naren Shankar a Carol Mendelsohn                                        | 28. října 2004     | 29. března 2007   | 29,60                      |
| 98           | 6         | What's Eating Gilbert Grissom? | Noční můra Gila Grissoma       | Kenneth Fink      | Sarah Goldfinger                                                                     | 4. listopadu 2004  | 4. dubna 2007     | 30,58                      |
| 99           | 7         | Formalities                    | Formality                      | Bill Eagles       | Dustin Lee Abraham a Naren Shankar                                                   | 11. listopadu 2004 | 12. dubna 2007    | 29,64                      |
| 100          | 8         | Ch-Ch-Changes                  | Proměny                        | Richard J. Lewis  | Jerry Stahl                                                                          | 18. listopadu 2004 | 19. dubna 2007    | 31,46                      |
| 101          | 9         | Mea Culpa                      | Mea culpa                      | David Grossman    | námět: Carol Mendelsohn a Josh Berman scénář: Josh Berman                            | 25. listopadu 2004 | 26. dubna 2007    | 24,38                      |
| 102          | 10        | No Humans Involved             | Nejde o lidi                   | Rob Bailey        | Judith McCreary                                                                      | 9. prosince 2004   | 3. května 2007    | 29,83                      |
| 103          | 11        | Who Shot Sherlock?             | Kdo zastřelil Sherlocka?       | Kenneth Fink      | David Rambo a Richard Catalani                                                       | 6. ledna 2005      | 10. května 2007   | 28,86                      |
| 104          | 12        | Snakes                         | Hadi                           | Richard J. Lewis  | Dustin Lee Abraham                                                                   | 13. ledna 2005     | 17. května 2007   | 27,55                      |
| 105          | 13        | Nesting Dolls                  | Matrjoška                      | Bill Eagles       | Sarah Goldfinger                                                                     | 3. února 2005      | 24. května 2007   | 24,95                      |
| 106          | 14        | Unbearable                     | Nesnesitelná                   | Kenneth Fink      | Josh Berman a Carol Mendelsohn                                                       | 10. února 2005     | 31. května 2007   | 27,85                      |
| 107          | 15        | King Baby                      | Velké dítě                     | Richard J. Lewis  | Jerry Stahl                                                                          | 17. února 2005     | 7. června 2007    | 30,72                      |
| 108          | 16        | Big Middle                     | Silný střed                    | Kenneth Fink      | námět: Dustin Lee Abraham scénář: Naren Shankar a Judith McCreary                    | 24. února 2005     | 14. června 2007   | 28,11                      |
| 109          | 17        | Compulsion                     | Nutkání                        | Duane Clark       | Josh Berman a Richard Catalani                                                       | 10. března 2005    | 21. června 2007   | 29,40                      |
| 110          | 18        | Spark of Life                  | Jiskra života                  | Kenneth Fink      | Allen McDonald                                                                       | 31. března 2005    | 28. června 2007   | 28,22                      |
| 111          | 19        | 4x4                            | 4×4                            | Terrence O'Hara   | námět: Sarah Goldfinger a Naren Shankar scénář: Dustin Lee Abraham a David Rambo     | 14. dubna 2005     | 5. července 2007  | 27,54                      |
| 112          | 20        | Hollywood Brass                | Brass v Hollywoodu             | Bill Eagles       | Sarah Goldfinger a Carol Mendelsohn                                                  | 21. dubna 2005     | 12. července 2007 | 27,02                      |
| 113          | 21        | Committed                      | Andělský hlas                  | Richard J. Lewis  | námět: Sarah Goldfinger a Uttam Narsu scénář: Richard J. Lewis                       | 28. dubna 2005     | 19. července 2007 | 23,68                      |
| 114          | 22        | Weeping Willows                | Nebezpečné známosti            | Kenneth Fink      | Areanne Lloyd                                                                        | 5. května 2005     | 26. července 2007 | 26,65                      |
| 115          | 23        | Iced                           | Chladná vášeň                  | Richard J. Lewis  | Josh Berman                                                                          | 12. května 2005    | 2. srpna 2007     | 26,46                      |
| 116          | 24        | Grave Danger (Volume 1)        | Oběma nohama v hrobě (1. část) | Quentin Tarantino | námět: Quentin Tarantino scénář: Naren Shankar, Anthony E. Zuiker a Carol Mendelsohn | 19. května 2005    | 9. srpna 2007     | 30,73                      |
| 117          | 25        | Grave Danger (Volume 2)        | Oběma nohama v hrobě (2. část) | Quentin Tarantino | námět: Quentin Tarantino scénář: Naren Shankar, Anthony E. Zuiker a Carol Mendelsohn | 19. května 2005    | 16. srpna 2007    | 30,73                      |

### Šestá řada (2005–2006)
| Č. v seriálu | Č. v řadě | Název                             | Český název                | Režie            | Scénář                                                                                | Premiéra v USA     | Premiéra v ČR      | Sledovanost v USA (v mil.) |
| ------------ | --------- | --------------------------------- | -------------------------- | ---------------- | ------------------------------------------------------------------------------------- | ------------------ | ------------------ | -------------------------- |
| 118          | 1         | Bodies in Motion                  | Těla v pohybu              | Richard J. Lewis | námět: Naren Shankar a Carol Mendelsohn scénář: Naren Shankar                         | 22. září 2005      | 23. srpna 2007     | 29,02                      |
| 119          | 2         | Room Service                      | Pokojová služba            | Kenneth Fink     | Dustin Lee Abraham a Henry Alonso Myers                                               | 29. září 2005      | 30. srpna 2007     | 28,00                      |
| 120          | 3         | Bite Me                           | Kousej mě                  | Jeffrey Hunt     | námět: Josh Berman a Carol Mendelsohn scénář: Josh Berman                             | 6. října 2005      | 6. září 2007       | 28,85                      |
| 121          | 4         | Shooting Stars                    | Létavice                   | Danny Cannon     | Danny Cannon                                                                          | 13. října 2005     | 13. září 2007      | 28,34                      |
| 122          | 5         | Gum Drops                         | Drobečky                   | Richard J. Lewis | Sarah Goldfinger                                                                      | 20. října 2005     | 20. září 2007      | 28,48                      |
| 123          | 6         | Secrets and Flies                 | Tajnosti a mouchy          | Terrence O'Hara  | Josh Berman                                                                           | 3. listopadu 2005  | 27. září 2007      | 28,73                      |
| 124          | 7         | A Bullet Runs Through It (Part 1) | Letí tudy střela (1. část) | Danny Cannon     | Richard Catalani a Carol Mendelsohn                                                   | 10. listopadu 2005 | 4. října 2007      | 29,55                      |
| 125          | 8         | A Bullet Runs Through It (Part 2) | Letí tudy střela (2. část) | Kenneth Fink     | Richard Catalani a Carol Mendelsohn                                                   | 17. listopadu 2005 | 11. října 2007     | 28,98                      |
| 126          | 9         | Dog Eat Dog                       | Psí život                  | Duane Clark      | Dustin Lee Abraham a Allen MacDonald                                                  | 24. listopadu 2005 | 18. října 2007     | 25,72                      |
| 127          | 10        | Still Life                        | Zátiší                     | Richard J. Lewis | David Rambo                                                                           | 8. prosince 2005   | 25. října 2007     | 30,95                      |
| 128          | 11        | Werewolves                        | Vlkodlaci                  | Kenneth Fink     | Josh Berman                                                                           | 5. ledna 2006      | 1. listopadu 2007  | 27,23                      |
| 129          | 12        | Daddy's Little Girl               | Tatínkova holčička         | Terrence O'Hara  | námět: Sarah Goldfinger a Naren Shankar scénář: Sarah Goldfinger a Henry Alonso Myers | 19. ledna 2006     | 8. listopadu 2007  | 27,13                      |
| 130          | 13        | Kiss-Kiss, Bye-Bye                | Sbohem a polibek           | Danny Cannon     | David Rambo                                                                           | 26. ledna 2006     | 15. listopadu 2007 | 25,86                      |
| 131          | 14        | Killer                            | Zabiják                    | Kenneth Fink     | námět: Erik Saltzgaber scénář: Dustin Lee Abraham a Naren Shankar                     | 2. února 2006      | 22. listopadu 2007 | 28,36                      |
| 132          | 15        | Pirates of the Third Reich        | Piráti Třetí říše          | Richard J. Lewis | Jerry Stahl                                                                           | 9. února 2006      | 29. listopadu 2007 | 27,42                      |
| 133          | 16        | Up in Smoke                       | Stoupat jako dým           | Duane Clark      | Josh Berman                                                                           | 2. března 2006     | 6. prosince 2007   | 27,81                      |
| 134          | 17        | I Like to Watch                   | Rád se dívám               | Kenneth Fink     | Henry Alonso Myers a Richard Catalani                                                 | 9. března 2006     | 13. prosince 2007  | 27,16                      |
| 135          | 18        | The Unusual Suspect               | Neobvyklá podezřelá        | Alec Smight      | Allen MacDonald                                                                       | 30. března 2006    | 20. prosince 2007  | 25,23                      |
| 136          | 19        | Spellbound                        | Jako kouzlem               | Jeffrey Hunt     | Jacqueline Hoyt                                                                       | 6. dubna 2006      | 3. ledna 2008      | 23,33                      |
| 137          | 20        | Poppin' Tags                      | Černý výlep                | Bryan Spicer     | Dustin Lee Abraham                                                                    | 13. dubna 2006     | 10. ledna 2008     | 24,42                      |
| 138          | 21        | Rashomama                         | Rašomáma                   | Kenneth Fink     | Sarah Goldfinger                                                                      | 27. dubna 2006     | 17. ledna 2008     | 27,36                      |
| 139          | 22        | Time of Your Death                | Noc splněných přání        | Dean White       | námět: Danny Cannon scénář: Richard Catalani a David Rambo                            | 4. května 2006     | 24. ledna 2008     | 26,05                      |
| 140          | 23        | Bang-Bang                         | Prásk-prásk                | Terrence O'Hara  | Anthony E. Zuiker a Naren Shankar                                                     | 11. května 2006    | 31. ledna 2008     | 27,04                      |
| 141          | 24        | Way to Go                         | Poslední věci              | Kenneth Fink     | Jerry Stahl                                                                           | 18. května 2006    | 7. února 2008      | 25,40                      |

### Sedmá řada (2006–2007)
| Č. v seriálu | Č. v řadě | Název                              | Český název                 | Režie              | Scénář                                                                              | Premiéra v USA     | Premiéra v ČR      | Sledovanost v USA (v mil.) |
| ------------ | --------- | ---------------------------------- | --------------------------- | ------------------ | ----------------------------------------------------------------------------------- | ------------------ | ------------------ | -------------------------- |
| 142          | 1         | Built to Kill (Part 1)             | Stavba na zabití (1. část)  | Kenneth Fink       | námět: Sarah Goldfinger scénář: David Rambo a Naren Shankar                         | 21. září 2006      | 28. srpna 2008     | 22,57                      |
| 143          | 2         | Built to Kill (Part 2)             | Stavba na zabití (2. část)  | Kenneth Fink       | námět: David Rambo scénář: Sarah Goldfinger a Naren Shankar                         | 28. září 2006      | 4. září 2008       | 23,77                      |
| 144          | 3         | Toe Tags                           | Visačky                     | Jeffrey Hunt       | námět: Allen MacDonald a Carol Mendelsohn scénář: Richard Catalani a Douglas Petrie | 5. října 2006      | 11. září 2008      | 21,51                      |
| 145          | 4         | Fannysmackin'                      | Buchařina                   | Richard J. Lewis   | Dustin Lee Abraham                                                                  | 12. října 2006     | 18. září 2008      | 21,85                      |
| 146          | 5         | Double-Cross                       | Křížem krážem               | Michael Slovis     | Marlane Meyer                                                                       | 19. října 2006     | 26. září 2008      | 20,49                      |
| 147          | 6         | Burn Out                           | Vyhaslý                     | Alec Smight        | Jacqueline Hoyt                                                                     | 2. listopadu 2006  | 2. října 2008      | 20,77                      |
| 148          | 7         | Post-Mortem                        | Post mortem                 | Richard J. Lewis   | námět: Naren Shankar scénář: Dustin Lee Abraham a David Rambo                       | 9. listopadu 2006  | 9. října 2008      | 20,83                      |
| 149          | 8         | Happenstance                       | Shoda okolností             | Jean de Segonzac   | Sarah Goldfinger                                                                    | 16. listopadu 2006 | 16. října 2008     | 24,11                      |
| 150          | 9         | Living Legend                      | Živoucí legenda             | Martha Coolidge    | námět: Carol Mendelsohn a Douglas Petrie scénář: Douglas Petrie                     | 23. listopadu 2006 | 23. října 2008     | 17,17                      |
| 151          | 10        | Loco Motives                       | Lokomotivy                  | Kenneth Fink       | Evan Dunsky                                                                         | 7. prosince 2006   | 30. října 2008     | 23,25                      |
| 152          | 11        | Leaving Las Vegas                  | Odjezd z Las Vegas          | Richard J. Lewis   | námět: Allen MacDonald a Carol Mendelsohn scénář: Allen MacDonald                   | 4. ledna 2007      | 6. listopadu 2008  | 26,12                      |
| 153          | 12        | Sweet Jane                         | Krásná neznámá              | Kenneth Fink       | Kenneth Fink a Naren Shankar                                                        | 18. ledna 2007     | 13. listopadu 2008 | 21,41                      |
| 154          | 13        | Redrum                             | Drom                        | Martha Coolidge    | námět: Richard Catalani a David Rambo scénář: Jacqueline Hoyt a Carol Mendelsohn    | 25. ledna 2007     | 20. listopadu 2008 | 21,17                      |
| 155          | 14        | Meet Market                        | Nenucený výsek              | Paris Barclay      | Dustin Lee Abraham                                                                  | 1. února 2007      | 27. listopadu 2008 | 21,49                      |
| 156          | 15        | Law of Gravity                     | Zákon přitažlivosti         | Richard J. Lewis   | námět: Richard Catalani scénář: Richard Catalani a Carol Mendelsohn                 | 8. února 2007      | 4. prosince 2008   | 22,52                      |
| 157          | 16        | Monster in the Box                 | Čertík z krabičky           | Jeffrey Hunt       | Douglas Petrie a Naren Shankar                                                      | 15. února 2007     | 11. prosince 2008  | 22,71                      |
| 158          | 17        | Fallen Idols                       | Padlé idoly                 | Christopher Leitch | Marlane Meyer                                                                       | 22. února 2007     | 18. prosince 2008  | 21,78                      |
| 159          | 18        | Empty Eyes                         | Prázdné oči                 | Michael Slovis     | Allen MacDonald                                                                     | 29. března 2007    | 8. ledna 2009      | 22,71                      |
| 160          | 19        | Big Shots                          | Ranaři                      | Jeff Woolnough     | Dustin Lee Abraham                                                                  | 5. dubna 2007      | 15. ledna 2009     | 21,69                      |
| 161          | 20        | Lab Rats                           | Laboratorní krysy           | Brad Tenanbaum     | námět: Naren Shankar a Sarah Goldfinger scénář: Sarah Goldfinger                    | 12. dubna 2007     | 22. ledna 2009     | 22,18                      |
| 162          | 21        | Ending Happy                       | Konec Štístka               | Kenneth Fink       | Evan Dunsky                                                                         | 26. dubna 2007     | 29. ledna 2009     | 20,20                      |
| 163          | 22        | Leapin' Lizards                    | Jazyk plaza                 | Richard J. Lewis   | námět: Carol Mendelsohn a David Rambo scénář: David Rambo                           | 3. května 2007     | 5. února 2009      | 19,02                      |
| 164          | 23        | The Good, the Bad & the Dominatrix | Hodný, zlý a domina         | Alec Smight        | Jacqueline Hoyt                                                                     | 10. května 2007    | 12. února 2009     | 18,75                      |
| 165          | 24        | Living Doll                        | Panenka jako živá (1. část) | Kenneth Fink       | Sarah Goldfinger a Naren Shankar                                                    | 17. května 2007    | 19. února 2009     | 20,45                      |

### Osmá řada (2007–2008)
| Č. v seriálu | Č. v řadě | Název                               | Český název                 | Režie              | Scénář                                                                                 | Premiéra v USA     | Premiéra v ČR      | Sledovanost v USA (v mil.) |
| ------------ | --------- | ----------------------------------- | --------------------------- | ------------------ | -------------------------------------------------------------------------------------- | ------------------ | ------------------ | -------------------------- |
| 166          | 1         | Dead Doll                           | Panenka jako živá (2. část) | Kenneth Fink       | námět: Naren Shankar scénář: Dustin Lee Abraham a Allen MacDonald                      | 27. září 2007      | 27. srpna 2009     | 25,22                      |
| 167          | 2         | A La Cart                           | Černá kára                  | Richard J. Lewis   | Sarah Goldfinger a Richard Catalani                                                    | 4. října 2007      | 3. září 2009       | 20,97                      |
| 168          | 3         | Go to Hell                          | Jdi k čertu                 | Jeffrey Hunt       | Douglas Petrie                                                                         | 11. října 2007     | 10. září 2009      | 19,79                      |
| 169          | 4         | The Case of the Cross-Dressing Carp | Případ kapřího transvestity | Alec Smight        | David Rambo a Jacqueline Hoyt                                                          | 18. října 2007     | 17. září 2009      | 21,22                      |
| 170          | 5         | The Chick Chop Flick Shop           | Smrt na sekeru              | Richard J. Lewis   | Evan Dunsky                                                                            | 1. listopadu 2007  | 24. září 2009      | 19,06                      |
| 171          | 6         | Who & What                          | Kdo a co                    | Danny Cannon       | námět: Carol Mendelsohn a Naren Shankar scénář: Richard Catalani a Danny Cannon        | 8. listopadu 2007  | 1. října 2009      | 21,94                      |
| 172          | 7         | Goodbye & Good Luck                 | Sbohem a šáteček            | Kenneth Fink       | námět: Allen MacDonald a Sarah Goldfinger scénář: Allen MacDonald a Naren Shankar      | 15. listopadu 2007 | 8. října 2009      | 21,37                      |
| 173          | 8         | You Kill Me                         | Dám se zabít                | Paris Barclay      | námět: Naren Shankar a Sarah Goldfinger scénář: Douglas Petrie a Naren Shankar         | 22. listopadu 2007 | 15. října 2009     | 14,75                      |
| 174          | 9         | Cockroaches                         | Švábi                       | William Friedkin   | Dustin Lee Abraham                                                                     | 6. prosince 2007   | 22. října 2009     | 18,80                      |
| 175          | 10        | Lying Down With Dogs                | Kdo se psy spává            | Michael Slovis     | Christopher Barbour a Michael F. X. Daley                                              | 13. prosince 2007  | 29. října 2009     | 19,87                      |
| 176          | 11        | Bull                                | Býk                         | Richard J. Lewis   | námět: David Rambo a Steven Felder scénář: David Rambo                                 | 10. ledna 2008     | 5. listopadu 2009  | 18,18                      |
| 177          | 12        | Grissom's Divine Comedy             | Grissomova božská komedie   | Richard J. Lewis   | námět: Jacqueline Hoyt a Carol Mendelsohn scénář: Jacqueline Hoyt                      | 3. dubna 2008      | 12. listopadu 2009 | 20,58                      |
| 178          | 13        | A Thousand Days on Earth            | Tisíc dnů na Zemi           | Kenneth Fink       | Evan Dunsky                                                                            | 10. dubna 2008     | 19. listopadu 2009 | 20,09                      |
| 179          | 14        | Drops Out                           | Opušťák                     | Jeffrey Hunt       | námět: Dustin Lee Abraham a Naren Shankar scénář: Dustin Lee Abraham a Allen MacDonald | 24. dubna 2008     | 26. listopadu 2009 | 17,02                      |
| 180          | 15        | The Theory of Everything            | Teorie všeho                | Christopher Leitch | námět: Carol Mendelsohn a David Rambo scénář: Douglas Petrie a David Rambo             | 1. května 2008     | 3. prosince 2009   | 18,01                      |
| 181          | 16        | Two and a Half Deaths               | Dvě a půl smrti             | Alec Smight        | Chuck Lorre a Lee Aronsohn                                                             | 8. května 2008     | 10. prosince 2009  | 18,07                      |
| 182          | 17        | For Gedda                           | Za Geddu                    | Kenneth Fink       | námět: Dustin Lee Abraham a Kenneth Fink scénář: Dustin Lee Abraham a Richard Catalani | 15. května 2008    | 17. prosince 2009  | 18,06                      |

### Devátá řada (2008–2009)
| Č. v seriálu | Č. v řadě | Název                    | Český název                 | Režie              | Scénář                                                                          | Premiéra v USA     | Premiéra v ČR   | Sledovanost v USA (v mil.) |
| ------------ | --------- | ------------------------ | --------------------------- | ------------------ | ------------------------------------------------------------------------------- | ------------------ | --------------- | -------------------------- |
| 183          | 1         | For Warrick              | Za Warricka                 | Richard J. Lewis   | námět: Carol Mendelsohn scénář: Allen MacDonald a Richard J. Lewis              | 9. října 2008      | 7. ledna 2010   | 23,49                      |
| 184          | 2         | The Happy Place          | Pro pocit štěstí            | Nathan Hope        | Sarah Goldfinger                                                                | 16. října 2008     | 14. ledna 2010  | 19,28                      |
| 185          | 3         | Art Imitates Life        | Umění napodobuje život      | Kenneth Fink       | Evan Dunsky                                                                     | 23. října 2008     | 21. ledna 2010  | 19,49                      |
| 186          | 4         | Let It Bleed             | Jsme jedné krve             | Brad Tanenbaum     | Corinne Marinan                                                                 | 30. října 2008     | 28. ledna 2010  | 19,10                      |
| 187          | 5         | Leave Out All the Rest   | Všechno ostatní nech plavat | Kenneth Fink       | Jacqueline Hoyt                                                                 | 6. listopadu 2008  | 4. února 2010   | 18,18                      |
| 188          | 6         | Say Uncle                | Hodný strýček               | Richard J. Lewis   | Dustin Lee Abraham                                                              | 13. listopadu 2008 | 11. února 2010  | 19,05                      |
| 189          | 7         | Woulda, Coulda, Shoulda  | Kdyby, třeba, možná         | Brad Tanenbaum     | námět: Naren Shankar a Allen MacDonald scénář: Allen MacDonald                  | 20. listopadu 2008 | 18. února 2010  | 18,45                      |
| 190          | 8         | Young Man with a Horn    | Mladík a jeho ságo          | Jeffrey Hunt       | David Rambo                                                                     | 4. prosince 2008   | 25. února 2010  | 17,48                      |
| 191          | 9         | 19 Down…                 | 19 svisle                   | Kenneth Fink       | Naren Shankar a Carol Mendelsohn                                                | 11. prosince 2008  | 4. března 2010  | 20,86                      |
| 192          | 10        | One to Go                | Ještě jedna                 | Alec Smight        | Carol Mendelsohn a Naren Shankar                                                | 15. ledna 2009     | 11. března 2010 | 24,25                      |
| 193          | 11        | The Grave Shift          | Temná šichta                | Richard J. Lewis   | David Weddle a Bradley Thompson                                                 | 22. ledna 2009     | 18. března 2010 | 17,57                      |
| 194          | 12        | Disarmed & Dangerous     | Odzbrojený a nebezpečný     | Kenneth Fink       | Dustin Lee Abraham a Evan Dunsky                                                | 29. ledna 2009     | 25. března 2010 | 20,15                      |
| 195          | 13        | Deep Fried & Minty Fresh | Smaženka a svěženka         | Alec Smight        | Corinne Marrinan a Sarah Goldfinger                                             | 12. února 2009     | 1. dubna 2010   | 17,94                      |
| 196          | 14        | Miscarriage of Justice   | Justiční omyl               | Louis Shaw Milito  | Richard Catalani a Jacqueline Hoyt                                              | 19. února 2009     | 8. dubna 2010   | 16,92                      |
| 197          | 15        | Kill Me If You Can       | Zab mě, když to dokážeš     | Nathan Hope        | námět: Bradley Thompson a David Weddle scénář: Allen MacDonald                  | 26. února 2009     | 15. dubna 2010  | 17,72                      |
| 198          | 16        | Turn, Turn, Turn         | Dál, dál, dál               | Richard J. Lewis   | Tom Mularz                                                                      | 5. března 2009     | 22. dubna 2010  | 20,88                      |
| 199          | 17        | No Way Out               | Bez východiska              | Alec Smight        | Fulvia Charles-Lindsay                                                          | 12. března 2009    | 29. dubna 2010  | 17,13                      |
| 200          | 18        | Mascara                  | Maska                       | William Friedkin   | námět: Dustin Lee Abraham a Naren Shankar scénář: Dustin Lee Abraham            | 2. dubna 2009      | 6. května 2010  | 14,63                      |
| 201          | 19        | The Descent of Man       | Pád člověka                 | Christopher Leitch | Evan Dunsky                                                                     | 9. dubna 2009      | 13. května 2010 | 16,63                      |
| 202          | 20        | A Space Oddity           | Návštěvníci                 | Michael Nankin     | námět: Naren Shankar scénář: David Weddle a Bradley Thompson                    | 16. dubna 2009     | 20. května 2010 | 15,72                      |
| 203          | 21        | If I Had a Hammer…       | Kladivo na kriminalisty     | Brad Tanenbaum     | námět: Daniel Steck scénář: Allen MacDonald a Corinne Marrinan                  | 23. dubna 2009     | 27. května 2010 | 14,64                      |
| 204          | 22        | The Gone Dead Train      | Vlak na věčnost             | Alec Smight        | Jacqueline Hoyt                                                                 | 30. dubna 2009     | 3. června 2010  | 15,54                      |
| 205          | 23        | Hog Heaven               | Sedmé nebe                  | Louis Shaw Milito  | David Rambo                                                                     | 7. května 2009     | 10. června 2010 | 14,91                      |
| 206          | 24        | All In                   | Hra o všechno               | Paris Barclay      | námět: Naren Shankar a Phillip Schenkler scénář: Evan Dunsky a Richard Catalini | 14. května 2009    | 17. června 2010 | 14,81                      |

### Desátá řada (2009–2010)
| Č. v seriálu | Č. v řadě | Název                 | Český název           | Režie             | Scénář                                                                        | Premiéra v USA     | Premiéra v ČR      | Sledovanost v USA (v mil.) |
| ------------ | --------- | --------------------- | --------------------- | ----------------- | ----------------------------------------------------------------------------- | ------------------ | ------------------ | -------------------------- |
| 207          | 1         | Family Affair         | Rodinná záležitost    | Kenneth Fink      | námět: Naren Shankar scénář: Bradley Thompson a David Weddle                  | 24. září 2009      | 18. listopadu 2010 | 16,04                      |
| 208          | 2         | Ghost Town            | Město duchů           | Alec Smight       | námět: Dustin Lee Abraham a Carol Mendelsohn scénář: Dustin Lee Abraham       | 1. října 2009      | 25. listopadu 2010 | 15,94                      |
| 209          | 3         | Working Stiffs        | Práce šlechtí         | Naren Shankar     | Naren Shankar                                                                 | 8. října 2009      | 2. prosince 2010   | 14,90                      |
| 210          | 4         | Coup de Grace         | Rána jistoty          | Paris Barclay     | námět: David Rambo a Richard Catalani scénář: David Rambo                     | 15. října 2009     | 9. prosince 2010   | 15,37                      |
| 211          | 5         | Bloodsport            | Krvavý sport          | Jeffrey Hunt      | Allen MacDonald                                                               | 29. října 2009     | 17. února 2011     | 15,24                      |
| 212          | 6         | Death & The Maiden    | Smrt a panna          | Brad Tanenbaum    | Jacqueline Hoyt                                                               | 5. listopadu 2009  | 24. února 2011     | 15,60                      |
| 213          | 7         | The Lost Girls        | Ztracené dívky        | Alec Smight       | David Weddle a Bradley Thompson                                               | 12. listopadu 2009 | 18. srpna 2011     | 17,38                      |
| 214          | 8         | Lover's Lanes         | Smrt na bowlingu      | Andrew Bernstein  | Dustin Lee Abraham                                                            | 19. listopadu 2009 | 3. března 2011     | 14,91                      |
| 215          | 9         | Appendicitement       | Slepé střevo navíc    | Kenneth Fink      | Evan Dunsky                                                                   | 10. prosince 2009  | 10. března 2011    | 16,43                      |
| 216          | 10        | Better Off Dead       | Radši umřít           | Jeffrey Hunt      | námět: Richard Catalani a Tom Mularz scénář: Corinne Marrinan a Tom Mularz    | 17. prosince 2009  | 17. března 2011    | 15,58                      |
| 217          | 11        | Sin City Blue         | Dívka v modrém        | Louis Shaw Milito | námět: Daniel Steck scénář: David Rambo a Jacqueline Hoyt                     | 14. ledna 2010     | 24. března 2011    | 15,33                      |
| 218          | 12        | Long Ball             | Dlouhý míč            | Alec Smight       | Christopher Barbour                                                           | 21. ledna 2010     | 31. března 2011    | 14,29                      |
| 219          | 13        | Internal Combustion   | Výbušný motor         | Brad Tanenbaum    | Jennifer N. Levin                                                             | 4. února 2010      | 7. dubna 2011      | 14,49                      |
| 220          | 14        | Unshockable           | Nezmar                | Kenneth Fink      | Michael Frost Beckner                                                         | 4. března 2010     | 14. dubna 2011     | 15,59                      |
| 221          | 15        | Neverland             | Nezemě                | Alec Smight       | Tom Mularz                                                                    | 11. března 2010    | 21. dubna 2011     | 15,25                      |
| 222          | 16        | The Panty Sniffer     | Kalhotkoví čmuchalové | Louis Shaw Milito | námět: Richard Catalani a Jacqueline Hoyt scénář: Jacqueline Hoyt             | 1. dubna 2010      | 28. dubna 2011     | 13,35                      |
| 223          | 17        | Irradiator            | Zářný případ          | Michael Nankin    | Bradley Thompson a David Weddle                                               | 8. dubna 2010      | 5. května 2011     | 14,97                      |
| 224          | 18        | Field Mice            | Polní myši            | Brad Tanenbaum    | námět: Naren Shankar a Jennifer N. Levin scénář: Liz Vassey a Wallace Langham | 15. dubna 2010     | 12. května 2011    | 13,19                      |
| 225          | 19        | World's End           | Konec světa           | Alec Smight       | Evan Dunsky                                                                   | 22. dubna 2010     | 19. května 2011    | 13,35                      |
| 226          | 20        | Take My Life, Please! | Vezmi si můj život    | Martha Coolidge   | David Rambo a Dustin Lee Abraham                                              | 29. dubna 2010     | 26. května 2011    | 13,63                      |
| 227          | 21        | Lost & Found          | Ztráty a nálezy       | Frank Waldeck     | námět: Elizabeth Devine scénář: Corinne Marrinan                              | 6. května 2010     | 2. června 2011     | 14,15                      |
| 228          | 22        | Doctor Who            | Doktor Kdo            | Jeffrey Hunt      | Tom Mularz                                                                    | 13. května 2010    | 9. června 2011     | 13,42                      |
| 229          | 23        | Meat Jekyll           | Řezník Jekyll         | Alec Smight       | námět: Naren Shankar scénář: Evan Dunsky                                      | 20. května 2010    | 16. června 2011    | 14,35                      |

### Jedenáctá řada (2010–2011)
| Č. v seriálu | Č. v řadě | Název                       | Český název               | Režie             | Scénář                                                                                     | Premiéra v USA     | Premiéra v ČR     | Sledovanost v USA (v mil.) |
| ------------ | --------- | --------------------------- | ------------------------- | ----------------- | ------------------------------------------------------------------------------------------ | ------------------ | ----------------- | -------------------------- |
| 230          | 1         | Shockwaves                  | Šokové vlny               | Alec Smight       | David Weddle a Bradley Thompson                                                            | 23. září 2010      | 31. ledna 2012    | 14,69                      |
| 231          | 2         | Pool Shark                  | Žralok v bazénu           | Michael Nankin    | Dustin Lee Abraham                                                                         | 30. září 2010      | 2. února 2012     | 13,41                      |
| 232          | 3         | Blood Moon                  | Krvavý měsíc              | Brad Tanenbaum    | Treena Hancock a Melissa R. Byer                                                           | 7. října 2010      | 7. února 2012     | 12,50                      |
| 233          | 4         | Sqweegel                    | Skřípal                   | Jeffrey Hunt      | námět: Anthony E. Zuiker a Duane Swierczynski scénář: Anthony E. Zuiker a Carol Mendelsohn | 14. října 2010     | 9. února 2012     | 14,45                      |
| 234          | 5         | House of Hoarders           | Syndrom zaneřáděného domu | Alec Smight       | Christopher Barbour                                                                        | 21. října 2010     | 16. února 2012    | 14,96                      |
| 235          | 6         | Cold Blooded                | Studenokrevně             | Louis Shaw Milito | Tom Mularz                                                                                 | 28. října 2010     | 23. února 2012    | 14,27                      |
| 236          | 7         | Bump & Grind                | Rozdrcený a vyhozený      | Michael Nankin    | Don McGill                                                                                 | 4. listopadu 2010  | 1. března 2012    | 13,96                      |
| 237          | 8         | Fracked                     | Až se voda s ohněm shodne | Martha Coolidge   | Bradley Thompson a David Weddle                                                            | 11. listopadu 2010 | 8. března 2012    | 12,99                      |
| 238          | 9         | Wild Life                   | Království divočiny       | Charles Haid      | Melissa R. Byer a Treena Hancock                                                           | 18. listopadu 2010 | 15. března 2012   | 14,15                      |
| 239          | 10        | 418/427                     | 418/427                   | Frank Waldeck     | Michael Frost Beckner                                                                      | 9. prosince 2010   | 5. června 2012    | 13,17                      |
| 240          | 11        | Man Up                      | Buď chlap                 | Alec Smight       | Michael F. X. Daley                                                                        | 6. ledna 2011      | 12. června 2012   | 14,22                      |
| 241          | 12        | A Kiss Before Frying        | Polib mě a zapni proud    | Brad Tanenbaum    | Evan Dunsky                                                                                | 20. ledna 2011     | 19. června 2012   | 14,34                      |
| 242          | 13        | The Two Mrs. Grissoms       | Dvě paní Grissomové       | Steven Felder     | námět: Christopher Barbour scénář: Treena Hancock a Melissa R. Byer                        | 3. února 2011      | 26. června 2012   | 13,98                      |
| 243          | 14        | All That Cremains           | A neřekl ani popel        | Jeffrey Hunt      | Dustin Lee Abraham                                                                         | 10. února 2011     | 3. července 2012  | 12,64                      |
| 244          | 15        | Targets of Obsession        | Po čem kdo touží          | Alec Smight       | David Weddle a Bradley Thompson                                                            | 17. února 2011     | 10. července 2012 | 13,29                      |
| 245          | 16        | Turn On, Tune In, Drop Dead | Zapnout, naladit, umřít   | Paul McCrane      | Tom Mularz                                                                                 | 24. února 2011     | 17. července 2012 | 12,41                      |
| 246          | 17        | The List                    | Seznam                    | Louis Shaw Milito | Richard Catalani                                                                           | 10. března 2011    | 24. července 2012 | 13,39                      |
| 247          | 18        | Hitting for the Cycle       | Kolečko                   | Alec Smight       | Daniel Steck a Richard Catalani                                                            | 31. března 2011    | 31. července 2012 | 12,76                      |
| 248          | 19        | Unleashed                   | Utržená ze řetězu         | Brad Tanenbaum    | Ed Whitmore a Anthony E. Zuiker                                                            | 7. dubna 2011      | 7. srpna 2012     | 13,06                      |
| 249          | 20        | Father of the Bride         | Otec nevěsty              | Frank Waldeck     | Evan Dunsky                                                                                | 28. dubna 2011     | 14. srpna 2012    | 10,84                      |
| 250          | 21        | Cello and Goodbye           | Polibek na Cello          | Alec Smight       | Christopher Barbour a Don McGill                                                           | 5. května 2011     | 21. srpna 2012    | 10,67                      |
| 251          | 22        | In a Dark, Dark House       | V temném domě             | Jeffrey Hunt      | Tom Mularz                                                                                 | 12. května 2011    | 28. srpna 2012    | 11,77                      |

### Dvanáctá řada (2011–2012)
| Č. v seriálu | Č. v řadě | Název                | Český název               | Režie             | Scénář                                                                                  | Premiéra v USA     | Premiéra v ČR    | Sledovanost v USA (v mil.) | Sledovanost v ČR (v mil.) |
| ------------ | --------- | -------------------- | ------------------------- | ----------------- | --------------------------------------------------------------------------------------- | ------------------ | ---------------- | -------------------------- | ------------------------- |
| 252          | 1         | 73 Seconds           | 73 sekund                 | Alec Smight       | Gavin Harris                                                                            | 21. září 2011      | 7. února 2013    | 12,74                      | 0,886                     |
| 253          | 2         | Tell-Tale Hearts     | Zrádná srdce              | Brad Tanenbaum    | námět: Larry M. Mitchell scénář: Joe Pokaski                                            | 28. září 2011      | 14. února 2013   | 11,76                      | 0,892                     |
| 254          | 3         | Bittersweet          | Hořkosladká               | Frank Waldeck     | Melissa R. Byer a Treena Hancock                                                        | 5. října 2011      | 21. února 2013   | 11,98                      | 0,775                     |
| 255          | 4         | Maid Man             | Pokojová služba           | Martha Coolidge   | Dustin Lee Abraham                                                                      | 12. října 2011     | 28. února 2013   | 10,93                      | 0,814                     |
| 256          | 5         | CSI Down             | Kriminalistka sestřelena  | Jeffrey Hunt      | námět: Gavin Harris scénář: Tom Mularz                                                  | 19. října 2011     | 7. března 2013   | 10,79                      | 0,734                     |
| 257          | 6         | Freaks & Geeks       | Obludárium                | Alec Smight       | Christopher Barbour                                                                     | 2. listopadu 2011  | 14. března 2013  | 10,79                      | 0,765                     |
| 258          | 7         | Brain Doe            | Otřes z mozku             | Brad Tanenbaum    | Gavin Harris                                                                            | 9. listopadu 2011  | 21. března 2013  | 10,16                      | 0,855                     |
| 259          | 8         | Crime After Crime    | Zločin za zločinem        | Paul McCrane      | námět: Richard Catalani scénář: Tom Mularz                                              | 16. listopadu 2011 | 28. března 2013  | 10,60                      | 0,766                     |
| 260          | 9         | Zippered             | Jako na zip               | Alec Smight       | Joe Pokaski                                                                             | 7. prosince 2011   | 4. dubna 2013    | 11,14                      | 0,808                     |
| 261          | 10        | Genetic Disorder     | Potíže s genetikou        | Frank Waldeck     | Elizabeth Devine                                                                        | 14. prosince 2011  | 11. dubna 2013   | 12,23                      | 0,901                     |
| 262          | 11        | Ms. Willows Regrets  | Paní Willowsová lituje    | Louis Shaw Milito | námět: Christopher Barbour scénář: Christopher Barbour a Don McGill                     | 18. ledna 2012     | 18. dubna 2013   | 12,02                      | 0,883                     |
| 263          | 12        | Willows in the Wind  | Catherinina dobrodružství | Alec Smight       | námět: Carol Mendelsohn a Don McGill scénář: Christopher Barbour a Richard Catalani     | 25. ledna 2012     | 25. dubna 2013   | 14,26                      | 0,801                     |
| 264          | 13        | Tressed to Kill      | Měla vlasy samou loknu    | Brad Tannenbaum   | Ed Whitmore                                                                             | 8. února 2012      | 2. května 2013   | 10,88                      | 0,845                     |
| 265          | 14        | Seeing Red           | Vidět rudě                | Frank Waldeck     | Christopher Barbour a Tom Mularz                                                        | 15. února 2012     | 9. května 2013   | 11,09                      | 0,873                     |
| 266          | 15        | Stealing Home        | Bezdomovci                | Alec Smight       | Treena Hancock a Melissa R. Byer                                                        | 22. února 2012     | 16. května 2013  | 11,91                      | 0,749                     |
| 267          | 16        | CSI Unplugged        | Kriminálka nemá šťávu     | Jeffrey Hunt      | Gavin Harris                                                                            | 29. února 2012     | 23. května 2013  | 11,30                      | 0,842                     |
| 268          | 17        | Trends with Benefits | Trendy, trendy, trendíčky | Louis Shaw Milito | Jack Gutowitz                                                                           | 14. března 2012    | 30. května 2013  | 11,71                      | 0,897                     |
| 269          | 18        | Malice in Wonderland | Alenka v říši divů        | Alec Smight       | Joe Pokaski                                                                             | 21. března 2012    | 6. června 2013   | 11,38                      | 0,822                     |
| 270          | 19        | Split Decisions      | Dělba práce               | Brad Tanenbaum    | Michael F. X. Daley a Richard Catalani                                                  | 4. dubna 2012      | 13. června 2013  | 12,06                      | 0,853                     |
| 271          | 20        | Altered Stakes       | Znovu a lépe              | David Semel       | námět: Melissa R. Byers a Treena Hancock scénář: Elizabeth Devine                       | 11. dubna 2012     | 20. června 2013  | 9,94                       | 0,773                     |
| 272          | 21        | Dune and Gloom       | Jestli se rozzlobíme…     | Jeffrey Hunt      | Tom Mularz                                                                              | 2. května 2012     | 27. června 2013  | 9,75                       | 0,651                     |
| 273          | 22        | Homecoming           | Návrat domů               | Alec Smight       | námět: Christopher Barbour a Larry M. Mitchell scénář: Christopher Barbour a Don McGill | 9. května 2012     | 4. července 2013 | 10,73                      | 0,553                     |

### Třináctá řada (2012–2013)
| Č. v seriálu | Č. v řadě | Název                   | Český název                 | Režie             | Scénář                                                              | Premiéra v USA     | Premiéra v ČR      | Sledovanost v USA (v mil.) | Sledovanost v ČR (v mil.) |
| ------------ | --------- | ----------------------- | --------------------------- | ----------------- | ------------------------------------------------------------------- | ------------------ | ------------------ | -------------------------- | ------------------------- |
| 274          | 1         | Karma to Burn           | Karma                       | Alec Smight       | námět: Christopher Barbour scénář: Christopher Barbour a Don McGill | 26. září 2012      | 28. listopadu 2013 | 10,76                      | 0,572                     |
| 275          | 2         | Code Blue Plate Special | Smrtelně rychlé občerstvení | Louis Shaw Milito | Andrew Dettmann                                                     | 10. října 2012     | 5. prosince 2013   | 10,70                      | 0,543                     |
| 276          | 3         | Wild Flowers            | Plané květy                 | Brad Tanenbaum    | Joe Pokaski                                                         | 17. října 2012     | 12. prosince 2013  | 10,63                      | N/A                       |
| 277          | 4         | It Was a Very Good Year | Zlaté časy                  | Frank Waldeck     | Gavin Harris                                                        | 24. října 2012     | 19. prosince 2013  | 9,95                       | 0,621                     |
| 278          | 5         | Play Dead               | Mrtvý!                      | Eagle Egilsson    | Treena Hancock a Melissa R. Byer                                    | 31. října 2012     | 6. ledna 2014      | 10,91                      | 0,702                     |
| 279          | 6         | Pick and Roll           | Dvojička                    | Alec Smight       | Rick Eid                                                            | 7. listopadu 2012  | 13. ledna 2014     | 10,33                      | N/A                       |
| 280          | 7         | Fallen Angels           | Padlí andělé                | Louis Shaw Milito | Tom Mularz                                                          | 14. listopadu 2012 | 20. ledna 2014     | 11,01                      | N/A                       |
| 281          | 8         | CSI on Fire             | Zapálená kriminalistka      | Jeffrey Hunt      | námět: Carol Mendelsohn a Richard Catalani scénář: Thomas Hoppe     | 21. listopadu 2012 | 27. ledna 2014     | 10,77                      | N/A                       |
| 282          | 9         | Strip Maul              | Neobvyklí podezřelí         | Alec Smight       | Christopher Barbour                                                 | 28. listopadu 2012 | 3. února 2014      | 12,11                      | 0,751                     |
| 283          | 10        | Risky Business Class    | Riskantní let               | Frank Waldeck     | Elizabeth Devine                                                    | 12. prosince 2012  | 10. února 2014     | 9,59                       | 0,653                     |
| 284          | 11        | Dead Air                | Vražda v přímém přenosu     | Phil Conserva     | Joe Pokaski                                                         | 16. ledna 2013     | 17. února 2014     | 11,14                      | 0,699                     |
| 285          | 12        | Double Fault            | Dvojchyba                   | Brad Tanenbaum    | Melissa R. Byer a Treena Hancock                                    | 23. ledna 2013     | 24. února 2014     | 11,46                      | 0,736                     |
| 286          | 13        | In Vino Veritas         | In vino veritas             | Louis Shaw Milito | Rick Eid                                                            | 6. února 2013      | 26. února 2014     | 10,97                      | 0,698                     |
| 287          | 14        | Exile                   | Exil                        | Jeffrey Hunt      | Carlos M. Marimon                                                   | 13. února 2013     | 3. března 2014     | 8,54                       | N/A                       |
| 288          | 15        | Forget Me Not           | Nezapomeneš                 | Karen Gaviola     | Andrew Dettmann                                                     | 20. února 2013     | 5. března 2014     | 10,65                      | 0,607                     |
| 289          | 16        | Last Woman Standing     | Poslední zůstává            | Brad Tanenbaum    | Gavin Harris                                                        | 27. února 2013     | 10. března 2014    | 9,44                       | 0,685                     |
| 290          | 17        | Dead of the Class       | Mrtvá z naší školy          | Alec Smight       | Tom Mularz                                                          | 20. března 2013    | 17. března 2014    | 10,53                      | 0,655                     |
| 291          | 18        | Sheltered               | Ve skrytu                   | Louis Shaw Milito | Michael F. X. Daley                                                 | 3. dubna 2013      | 24. března 2014    | 9,89                       | 0,760                     |
| 292          | 19        | Backfire                | Nečekaný obrat              | Frank Waldeck     | Jack Gutowitz                                                       | 10. dubna 2013     | 31. března 2014    | 11,11                      | 0,674                     |
| 293          | 20        | Fearless                | Nebát se                    | Eagle Egilsson    | Gavin Harris                                                        | 1. května 2013     | 7. dubna 2014      | 9,49                       | 0,663                     |
| 294          | 21        | Ghosts of the Past      | Duchové minulosti           | Brad Tanenbaum    | Andrew Dettmann                                                     | 8. května 2013     | 14. dubna 2014     | 9,82                       | 0,608                     |
| 295          | 22        | Skin in the Game        | Ve vlastním zájmu           | Alec Smight       | námět: Christopher Barbour scénář: Christopher Barbour a Don McGill | 15. května 2013    | 21. dubna 2014     | 9,53                       | 0,590                     |

### Čtrnáctá řada (2013–2014)
| Č. v seriálu | Č. v řadě | Název                      | Český název           | Režie             | Scénář                                                              | Premiéra v USA     | Premiéra v ČR      | Sledovanost v USA (v mil.) |
| ------------ | --------- | -------------------------- | --------------------- | ----------------- | ------------------------------------------------------------------- | ------------------ | ------------------ | -------------------------- |
| 296          | 1         | The Devil and D.B. Russell | Ďábel a D. B. Russell | Alec Smight       | námět: Christopher Barbour scénář: Christopher Barbour a Don McGill | 25. září 2013      | 29. září 2014      | 9,12                       |
| 297          | 2         | Take the Money and Run     | Seber prachy a zmiz   | Louis Shaw Milito | Andrew Dettmann                                                     | 2. října 2013      | 6. října 2014      | 9,66                       |
| 298          | 3         | Torch Song                 | Plamenná píseň        | Brad Tanenbaum    | Tom Mularz                                                          | 9. října 2013      | 13. října 2014     | 8,82                       |
| 299          | 4         | Last Supper                | Poslední večeře       | Frank Waldeck     | Treena Hancock a Melissa R. Byer                                    | 16. října 2013     | 20. října 2014     | 9.45                       |
| 300          | 5         | Frame by Frame             | Okénko po okénku      | Alec Smight       | Gavin Harris                                                        | 23. října 2013     | 27. října 2014     | 10,45                      |
| 301          | 6         | Passed Pawns               | Štěstí ze zastavárny  | Phil Conserva     | námět: Michael F. X. Daly scénář: Christopher Barbour               | 30. října 2013     | 3. listopadu 2014  | 9,50                       |
| 302          | 7         | Under a Cloud              | Zataženo              | Brad Tanenbaum    | Elizabeth Devine a Richard Catalani                                 | 6. listopadu 2013  | 10. listopadu 2014 | 9,08                       |
| 303          | 8         | Helpless                   | Bezmoc                | Karen Gaviola     | Tom Mularz                                                          | 13. listopadu 2013 | 17. listopadu 2014 | 10,47                      |
| 304          | 9         | Check In and Check Out     | Volný pokoj           | Louis Shaw Milito | Andrew Dettmann                                                     | 20. listopadu 2013 | 24. listopadu 2014 | 11,19                      |
| 305          | 10        | Girls Gone Wild            | Dámská jízda          | Alec Smight       | Melissa R. Byer a Treena Hancock                                    | 27. listopadu 2013 | 1. prosince 2014   | 10,94                      |
| 306          | 11        | The Lost Reindeer          | Zatoulaný sob         | Frank Waldeck     | Gavin Harris                                                        | 11. prosince 2013  | 8. prosince 2014   | 10,18                      |
| 307          | 12        | Keep Calm and Carry On     | Let 111               | Brad Tanenbaum    | Thomas Hoppe                                                        | 15. ledna 2014     | 15. prosince 2014  | 10,30                      |
| 308          | 13        | Boston Brakes              | Bostonské brzdy       | Eagle Egilsson    | Christopher Barbour                                                 | 22. ledna 2014     | 12. ledna 2015     | 9,47                       |
| 309          | 14        | De Los Muertos             | O mrtvých             | Louis Shaw Milito | námět: Richard Catalani scénář: Tom Mularz                          | 5. února 2014      | 19. ledna 2015     | 11,16                      |
| 310          | 15        | Love for Sale              | Prodejná láska        | Frank Waldeck     | Andrew Dettmann                                                     | 19. února 2014     | 26. ledna 2015     | 9,77                       |
| 311          | 16        | Killer Moves               | Vražedné tahy         | Alec Smight       | Mary Leah Sutton                                                    | 5. března 2014     | 2. února 2015      | 9,29                       |
| 312          | 17        | Long Road Home             | Dlouhá cesta domů     | Phil Conserva     | Gavin Harris                                                        | 12. března 2014    | 9. února 2015      | 10,15                      |
| 313          | 18        | Uninvited                  | Nezvaný               | Brad Tanenbaum    | námět: Treena Hancock a Melissa R. Byer scénář: Elizabeth Devine    | 19. března 2014    | 16. února 2015     | 10,20                      |
| 314          | 19        | The Fallen                 | Padlí                 | Louis Shaw Milito | Deanna Shumaker                                                     | 2. dubna 2014      | 23. února 2015     | 9,77                       |
| 315          | 20        | Consumed                   | Strávený              | Karen Gaviola     | Tom Mularz                                                          | 9. dubna 2014      | 11. května 2017    | 9,11                       |
| 316          | 21        | Kitty                      | Kitty                 | Eagle Egilsson    | Ann Donahue, Carol Mendelsohn a Anthony E. Zuiker                   | 30. dubna 2014     | 2. března 2015     | 9,95                       |
| 317          | 22        | Dead in His Tracks         | Na kolejích čeká vrah | Alec Smight       | Andrew Dettmann                                                     | 7. května 2014     | 9. března 2015     | 10,01                      |

### Patnáctá řada (2014–2015)
| Č. v seriálu | Č. v řadě | Název               | Český název        | Režie             | Scénář                           | Premiéra v USA     | Premiéra v ČR   | Sledovanost v USA (v mil.) |
| ------------ | --------- | ------------------- | ------------------ | ----------------- | -------------------------------- | ------------------ | --------------- | -------------------------- |
| 318          | 1         | The CSI Effect      | CSI syndrom        | Alec Smight       | Christopher Barbour a Don McGill | 28. září 2014      | 26. srpna 2015  | 9,36                       |
| 319          | 2         | Buzz Kill           | Vystřízlivění      | Frank Waldeck     | Andrew Dettmann                  | 5. října 2014      | 2. září 2015    | 8,04                       |
| 320          | 3         | Bad Blood           | Zlá krev           | Louis Shaw Milito | Tom Mularz                       | 12. října 2014     | 9. září 2015    | 8,77                       |
| 321          | 4         | The Book of Shadows | Kniha stínů        | Brad Tanenbaum    | Gavin Harris                     | 19. října 2014     | 16. září 2015   | 8,85                       |
| 322          | 5         | Girls Gone Wilder   | Další dámská jízda | Frank Waldeck     | Melissa R. Byer a Treena Hancock | 9. listopadu 2014  | 6. ledna 2016   | 8,67                       |
| 323          | 6         | The Twin Paradox    | Paradox dvojčat    | Phil Conserva     | Christopher Barbour              | 16. listopadu 2014 | 13. ledna 2016  | 8,45                       |
| 324          | 7         | Road to Recovery    | Cesta k nápravě    | Alec Smight       | Andrew Dettmann                  | 23. listopadu 2014 | 20. ledna 2016  | 7,88                       |
| 325          | 8         | Rubbery Homicide    | Gumová vražda      | Louis Shaw Milito | Tom Mularz                       | 30. listopadu 2014 | 27. ledna 2016  | 8,30                       |
| 326          | 9         | Let's Make a Deal   | Na dohodu          | Brad Tanenbaum    | Elizabeth Devine                 | 7. prosince 2014   | 3. února 2016   | 7,89                       |
| 327          | 10        | Dead Rails          | Mrtvé mantinely    | Frank Waldeck     | Gavin Harris                     | 14. prosince 2014  | 10. února 2016  | 7,18                       |
| 328          | 11        | Angle of Attack     | Útočný úhel        | Kevin Bray        | M. Scott Veach                   | 21. prosince 2014  | 17. února 2016  | 7,34                       |
| 329          | 12        | Dead Woods          | Mrtvý les          | Phil Conserva     | Treena Hancock a Melissa R. Byer | 28. prosince 2014  | 24. února 2016  | 7,84                       |
| 330          | 13        | The Greater Good    | Vyšší dobro        | Alec Smight       | Christopher Barbour              | 4. ledna 2015      | 2. března 2016  | 8,62                       |
| 331          | 14        | Merchants of Menace | Kupčení s hrůzou   | Claudia Yarmy     | Tom Mularz                       | 25. ledna 2015     | 9. března 2016  | 8,25                       |
| 332          | 15        | Hero to Zero        | Povolání Hrdina    | Phil Conserva     | Andrew Dettmann                  | 25. ledna 2015     | 16. března 2016 | 8,30                       |
| 333          | 16        | The Last Ride       | Poslední jízda     | Tim Beavers       | Gavin Harris                     | 27. ledna 2015     | 23. března 2016 | 10,38                      |
| 334          | 17        | Under My Skin       | Pod kůži           | Alrick Riley      | Melissa R. Byer a Treena Hancock | 15. února 2015     | 30. března 2016 | 7,12                       |
| 335          | 18        | The End Game        | Koncovka           | Alec Smight       | Christopher Barbour              | 15. února 2015     | 6. dubna 2016   | 7,12                       |

### Šestnáctá řada (2015)
| Č. v seriálu | Č. v řadě | Název                | Český název      | Režie             | Scénář            | Premiéra v USA | Premiéra v ČR  | Sledovanost v USA (v mil.) |
| ------------ | --------- | -------------------- | ---------------- | ----------------- | ----------------- | -------------- | -------------- | -------------------------- |
| 336          | 1         | Immortality (Part 1) | Finále (1. část) | Louis Shaw Milito | Anthony E. Zuiker | 27. září 2015  | 13. dubna 2016 | 12,22                      |
| 337          | 2         | Immortality (Part 2) | Finále (2. část) | Louis Shaw Milito | Anthony E. Zuiker | 27. září 2015  | 20. dubna 2016 | 12,22                      |